# Tolistobogi

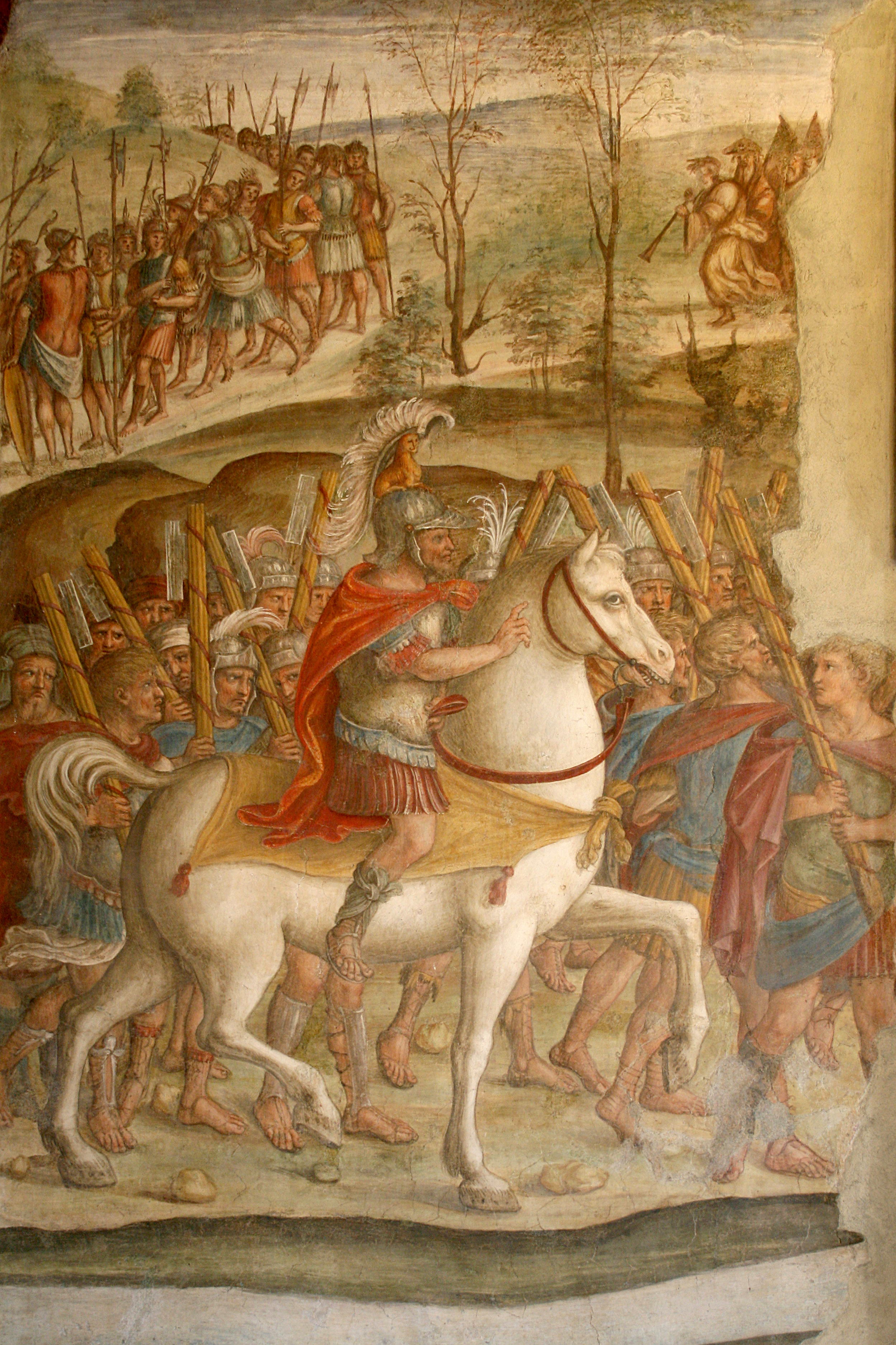
Affresco di Jacopo Ripanda il cui titolo è "Campagna contro i Tolostobogi" (oggi presso Palazzo dei Conservatori a Roma, Musei capitolini).

I Tolistobogi (o Tolostoboci, o Tolistoboi) erano un popolo celtico stanziato nell'attuale Turchia centrale.
I Tolistobogi provenivano dalla valle del Danubio e facevano parte di quei popoli che all'inizio del III secolo a.C. attraversarono il Bosforo per insediarsi in quella che sarebbe stata poi la Galazia. Facevano parte della tetrarchia dei Galati, ed avevano come capitale la città di Bloukion; erano organizzati in tre tribù: gli Ambitouti, i Tosiopi e i Voturi.
Si conoscono solo i nomi dei tetrarchi dei Tolistobogi del 189 a.C.: Combolomaro, Eposognato, Gaudoto e Orgiagone. Quell'anno i Tolistobogi subirono una dura sconfitta da parte di Roma che minerà la loro potenza nella regione.
Nella metà del I secolo a.C. ebbero l'egemonia della lega dei Galati con il loro re Deiotaro, che fece alleanza con Augusto facendo così entrare la Galazia nell'orbita romana nel 25 a.C., data dell'annessione in seguito alla morte dell'ultimo re Aminta.